# Vinton (Ohio)
Vinton – wieś w Stanach Zjednoczonych, w stanie Ohio, w hrabstwie Gallia.